# Casa Gabernet Espanyol
La Casa Gabernet Espanyol o Casa Labernat Espanyol és una obra del municipi de Manresa (Bages) protegida com a bé cultural d'interès local.

## Descripció
Edifici d'habitatges entre mitgeres de composició unitària, i simètrica. De planta baixa, tres pisos amb terrat al damunt. Façana simètrica. Composició ordenada d'obertures segons eixos verticals. Finestres geminades formant arc tribular a la planta baixa. Una obertura damunt el portal d'accés. La resta d'obertures són balcons llindats (baranes de ferro i baranes de gelosia de pedra al tercer pis).
L'interior presenta un vestíbul decorat amb elements neogòtics. Obra de totxo arrebossat. Gran ornamentació de la façana. A la cornisa superior hi ha una sèrie d'arcuacions alternades amb magolles.